# إدموند كوان
إدموند كوان (بالإنجليزية: Edmund Cowan)‏ هو سياسي سيراليوني، ولد في 1937. حزبياً، نشط في Sierra Leone People's Party ‏.